# Тростянецька сільська рада (Монастириський район)
Тростяне́цька сільська́ ра́да — адміністративно-територіальна одиниця та орган місцевого самоврядування в Монастириському районі Тернопільської області. Адміністративний центр — село Тростянці.

## Загальні відомості
- Територія ради: 2,679 км²
- Населення ради: 478 осіб (станом на 2001 рік)

## Населені пункти
Сільській раді підпорядковані населені пункти:
- с. Тростянці

## Склад ради
Рада складається з 12 депутатів та голови.
- Голова ради: Хробатенко Світлана Павлівна
- Секретар ради: Флют Оксана Петрівна

### Керівний склад попередніх скликань
| Прізвище, ім'я, по батькові  | Основні відомості                                                               | Дата обрання | Дата звільнення |
| ---------------------------- | ------------------------------------------------------------------------------- | ------------ | --------------- |
| Гусениця Іван Іванович       | Сільський голова, 1966 року народження                                          | 26.03.2006   | 31.10.2010      |
| Хробатенко Світлана Павлівна | Сільський голова, 1968 року народження, освіта середня спеціальна, позапартійна | 31.10.2010   |                 |

Примітка: таблиця складена за даними сайту Верховної Ради України

### Депутати
За результатами місцевих виборів 2010 року депутатами ради стали:

#### За суб'єктами висування
| Суб'єкт висування | Кількість обраних депутатів | %   |
| ----------------- | --------------------------- | --- |
| Самовисування     | 12                          | 100 |

#### За округами
| № округу | Прізвище, ім'я, по батькові   | Дата визнання обраним | Освіта             | Партійна приналежність                        | Відомості про обраного депутата              |
| -------- | ----------------------------- | --------------------- | ------------------ | --------------------------------------------- | -------------------------------------------- |
| 1        | Флют Оксана Петрівна          | 02.11.2010            | середня спеціальна | член Всеукраїнського об'єднання «Батьківщина» | Підгаєцький ліцей, студент                   |
| 2        | Гусениця Іван Іванович        | 02.11.2010            | середня спеціальна | член Політичної партії «Наша Україна»         | Тростянецька сільська рада, сільський голова |
| 3        | Малінська Марія Василівна     | 02.11.2010            | середня            | позапартійна                                  | пенсіонер                                    |
| 4        | Хробатенко Микола Васильович  | 02.11.2010            | середня            | позапартійний                                 | тимчасово не працює                          |
| 5        | Балагура Тетяна Володимирівна | 02.11.2010            | середня            | позапартійна                                  | ТзОВ «Дністер», різноробоча                  |
| 6        | Балагура Степан Степанович    | 02.11.2010            | середня            | позапартійний                                 | ТзОВ «Дністер», водій                        |
| 7        | Українець Ганна Петрівна      | 02.11.2010            | середня            | член Всеукраїнського об'єднання «Батьківщина» | пенсіонер                                    |
| 8        | Українець Петро Іванович      | 02.11.2010            | середня            | позапартійний                                 | тимчасово не працює                          |
| 9        | Кланічка Василь Григорович    | 02.11.2010            | середня            | позапартійний                                 | тимчасово не працює                          |
| 10       | Барабаш Надія Броніславівна   | 02.11.2010            | вища               | позапартійна                                  | Бібліотека с. Тростянці, бібліотекар         |
| 11       | Шеленко Ганна Сафронівна      | 02.11.2010            | середня            | позапартійна                                  | Сільський клуб с. Тростянці, прибиральниця   |
| 12       | Сторож Василь Степанович      | 02.11.2010            | середня            | позапартійний                                 | тимчасово не працює                          |